# 권순분 여사 납치사건
"권순분 여사 납치사건"(영어: Kidnapping Granny K, Mission Impossible)은 대한민국의 영화 감독인 김상진의  코미디 영화이다. 시네마 서비스에서 제공되었으며, 2007년 9월초에 개봉되었다.

## 줄거리
출산이 임박한 만삭 아내의 보석금이 필요한 도범, 국제맞선사기로 모친의 틀니값을 날려버린 근영, 백수생활의 유흥비가 필요한 도범의 백수처남 종만. 각기다른 이유로 돈이 절실했던 세 사람은 다소 무모한 계획을 벌인다. 바로 사람을 납치해서 몸값을 뜯어내는 것. 표적은 우연히 들른 국밥집 사장 권순분. 그녀는 단순한 맛집 사장이 아니라 국밥 하나로 엄청난 재산을 일궈낸 국밥재벌이었다. 그런데 문제가 생겼다. 어찌어찌 권 여사를 납치하는데는 성공했지만 네 명이나 되는 권 여사의 자식들은 어머니가 납치됐다는 말을 듣고도 마음대로 하라며 끊어버리거나 서로에게 떠넘겨버리기 일쑤였다. 
대체 돈을 누구한테 받아내야 되는 건가 싶은 그때, 권 여사가 나섰다. 그녀는 자신이 직접 몸값을 받아주겠다며 손수 몸값을 일평생 모아온 500억으로 책정한다. 이렇게 인질이 자기 몸값을 직접 뜯어내는 황당한 납치극이 벌어졌다. 과연, 이들은 경찰을 무사히 따돌리고 원하던 몸값을 받아낼 수 있을까?

## 등장인물

### 주인공
- 권순분 (나문희)
- 강도범 (강성진)
- 문근영 (유해진)
- 서종만 (유건)

### 조연
- 안재도 (박상면)
- 안선녀 (박준면)
- 김 국장 (정규수)

### 단역
- 정 집사 (박진영)
- 수사과장 (정재진)
- 기관사 (강승원)
- 근영 모 (박승태)
- 유명식 (이대연) 구의원. 권순분 장남
- 유명자 (신영진) 권순분 장녀
- 유형식 (이상홍) 권순분 차남
- 이미애 (윤주련)
- 갤로퍼 주인 (김학규)
- 국밥집 아줌마 (최민금)
- 형사 1 (신기섭)
- 형사 2 (강경덕)
- 형사 3 (유용주)
- 고PD (유상혁)
- 카메라맨 (유대현)
- 흉악범 (임성암)
- 농촌 총각 (김대호, 김홍택)
- 교통경찰 (김서현, 윤종구)
- 남자 아나운서 (대구MBC) (지동춘)
- 여자 아나운서 (대구MBC) (전혜현)
- 여교도관 (이현주)
- 의사 (조석현)

### 특별출연
- 서종란 (찰리 브라운)
- 박 영감 (윤문식)